# برج بيبو

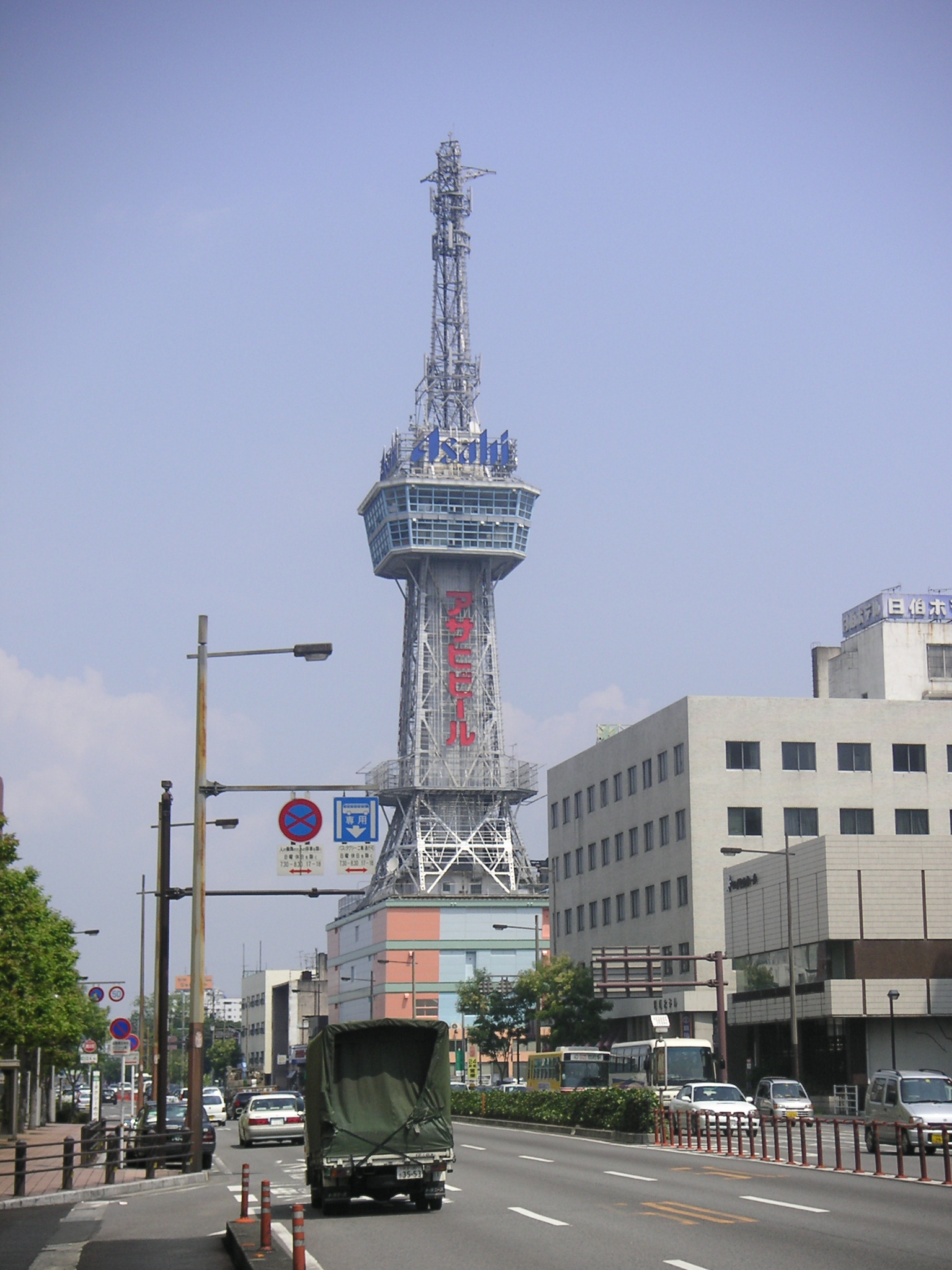
برج بيبو.

برج بيبو (باليابانية: 別府タワー) هو برج يبلغ طوله 100 (328 قدم) ويتكون من 17 كابق، يقع البرج في بيبو، أويتا في اليابان، بني البرج في البداية لمساعدة جهود انعاش السياحة، واعطاء دفعة قوية لاقتصاد المنطقة، أما اليوم فالبرج يستخدم في المقام الأول كبرج للبث التلفزيوني، يحتوي البرج على مكان لمراقبة السفن على ارتفاع 55 مترا (180 قدم).

## التاريخ
تم بناء برج بيبو في غضون عامين من تاريخ بدأ البناء، وذلك في الفترة (1956 - 1957)، وكان من المقرر افتتاح البرج خلال معرض السياحة في بيبو، الذي عقد في الفترة من 20 مارس وحتى 20 مايو 1957، ولكن البناء تأخر قليلا، وتم اكتمال بناء البرج في 10 مايو، قبل عشرة أيام من انتهاء المعرض، وكان اسم البرج الأصلي مركز مشاهده برج التلفزيون (باليابانية: (観光センターテレビ塔) وحتى عام 1961 عندما تم اسم البرج رسميًا، وتغيير لبرج بيبو.